# Samir Fardjallah
Samir Fardjallah, né le 18 mai 1998, est un haltérophile algérien.

## Carrière
Samir Fardjallah remporte la médaille d'argent au total dans la catégorie des moins de 62 kg aux Jeux africains de la jeunesse de 2018 à Alger.
Il est triple médaillé de bronze dans la catégorie des moins de 81 kg aux championnats d'Afrique 2021 à Nairobi.
Il dispute les Jeux méditerranéens de 2022 à Oran dans la catégorie des moins de 73 kg, terminant 6e à l'arraché et 4e à l'épaulé-jeté.
Il est médaillé d'argent à l'épaulé-jeté ainsi qu'au total et médaillé de bronze à l'arraché dans la catégorie des moins de 73 kg aux championnats d'Afrique 2023 à Tunis.
Il est triple médaillé d'or dans la catégorie des moins de 73 kg aux Jeux africains de 2023 à Accra.
Il est triple médaillé d'argent dans la catégorie des moins de 81 kg aux Championnats d'Afrique d'haltérophilie 2025 à Moka.